# Méréville (Meurthe i Mosel·la)
Méréville és un municipi francès situat al departament de Meurthe i Mosel·la i a la regió del Gran Est. L'any 2007 tenia 1.439 habitants.

## Demografia

### Població
El 2007 la població de fet de Méréville era de 1.439 persones. Hi havia 528 famílies, de les quals 78 eren unipersonals (37 homes vivint sols i 41 dones vivint soles), 188 parelles sense fills, 233 parelles amb fills i 29 famílies monoparentals amb fills.
La població ha evolucionat segons el següent gràfic:
Habitants censats

### Habitatges
El 2007 hi havia 599 habitatges, 541 eren l'habitatge principal de la família, 31 eren segones residències i 26 estaven desocupats. 558 eren cases i 41 eren apartaments. Dels 541 habitatges principals, 473 estaven ocupats pels seus propietaris, 61 estaven llogats i ocupats pels llogaters i 7 estaven cedits a títol gratuït; 2 tenien una cambra, 14 en tenien dues, 34 en tenien tres, 103 en tenien quatre i 388 en tenien cinc o més. 468 habitatges disposaven pel capbaix d'una plaça de pàrquing. A 173 habitatges hi havia un automòbil i a 351 n'hi havia dos o més.

### Piràmide de població
La piràmide de població per edats i sexe el 2009 era:
| Homes | Edats   | Dones |
| ----- | ------- | ----- |
| 0     | 95 o +  | 0     |
| 0     | 90 a 94 | 0     |
| 0     | 85 a 89 | 8     |
| 8     | 80 a 84 | 0     |
| 8     | 75 a 79 | 4     |
| 16    | 70 a 74 | 20    |
| 20    | 65 a 69 | 20    |
| 32    | 60 a 64 | 32    |
| 36    | 55 a 59 | 36    |
| 64    | 50 a 54 | 48    |
| 76    | 45 a 49 | 60    |
| 36    | 40 a 44 | 56    |
| 56    | 35 a 39 | 56    |
| 28    | 30 a 34 | 68    |
| 40    | 25 a 29 | 32    |
| 44    | 20 a 24 | 28    |
| 60    | 15 a 19 | 48    |
| 64    | 10 a 14 | 44    |
| 48    | 5 a 9   | 36    |
| 48    | 0 a 4   | 48    |

## Economia
El 2007 la població en edat de treballar era de 988 persones, 725 eren actives i 263 eren inactives. De les 725 persones actives 698 estaven ocupades (364 homes i 334 dones) i 27 estaven aturades (16 homes i 11 dones). De les 263 persones inactives 138 estaven jubilades, 84 estaven estudiant i 41 estaven classificades com a «altres inactius».

### Ingressos
El 2009 a Méréville hi havia 532 unitats fiscals que integraven 1.444,5 persones, la mediana anual d'ingressos fiscals per persona era de 24.452 €.

### Activitats econòmiques
Dels 42 establiments que hi havia el 2007, 1 era d'una empresa extractiva, 2 d'empreses alimentàries, 2 d'empreses de fabricació d'altres productes industrials, 10 d'empreses de construcció, 4 d'empreses de comerç i reparació d'automòbils, 1 d'una empresa de transport, 3 d'empreses d'hostatgeria i restauració, 1 d'una empresa d'informació i comunicació, 7 d'empreses immobiliàries, 2 d'empreses de serveis, 5 d'entitats de l'administració pública i 4 d'empreses classificades com a «altres activitats de serveis».
Dels 14 establiments de servei als particulars que hi havia el 2009, 2 eren tallers de reparació d'automòbils i de material agrícola, 3 paletes, 1 guixaire pintor, 5 lampisteries, 1 perruqueria, 1 restaurant i 1 saló de bellesa.
Dels 2 establiments comercials que hi havia el 2009, 1 era una botiga de menys de 120 m² i 1 una botiga d'electrodomèstics.

## Equipaments sanitaris i escolars
El 2009 hi havia 1 escola maternal i 1 escola elemental.

## Poblacions més properes
El següent diagrama mostra les poblacions més properes.